# لجنة المساواة العرقية
لجنة المساواة العرقيّة (بالإنكليزية Commission for Racial Equality (CRE)) هي هيئة عامّة غير وزاريّة مقرّها في المملكة المتحدة، تهدف إلى التصدّي للتمييز العنصريّ، وإلى تعزيز المساواة بين الأعراق. أسِّست اللّجنة في عام 1976، وتمّ حلّها في عام 2007 عندما تولّت مهامها لجنة المساواة وحقوق الإنسان الجديدة.

## تاريخ
أُنشئت اللّجنة بموجب قانون العلاقات بين الأعراق لعام 1976، وذلك بتوجيه من حكومة جيمس كالاهان العمّاليّة. كان عضو البرلمان السابق المُحافظ ديفيد لين هو أوّل رئيسٍ للّجنة. شُكّلت اللجنة من خلال دمج مجلس العلاقات بين الأجناس ولجنة العلاقات المجتمعيّة.
طُبّق قانون العلاقات بين الأجناس –الذي حلّ محلّه الآن قانون المساواة لعام 2010– في كلّ من إنكلترا وويلز واسكتلندا، في حين لم يُطبّق في إيرلندا الشماليّة التي يسري فيها مرسوم العلاقات العرقيّة لعام 1997. شمل عمل لجنة المساواة العرقيّة جميع المناطق التي يتمتّع فيها السكّان بالحماية من التمييز بموجب قانون العلاقات بين الأجناس. 
كان بيان مهمّة اللّجنة هو: «نعمل من أجل الوصول إلى تسوية عادلة، ومجتمع متكامل يقدّر التنوّع. نستخدم وسائل الإقناع وصلاحيّاتنا التي منحنا إيّاها القانون لنعطي كلّ فردٍ فرصة متساوية مع غيره، ليعيش متحرّراً من مخاوف التفرقة، والتحامل، والعنصريّة».
كانت الأهداف الأساسيّة للجنة المساواة العرقيّة هي:
- الحثّ على تحقيق اندماج أكبر بين أفراد المجتمع، وتحسين العلاقات بين الأشخاص المنتمين إلى جماعات عرقيّة مختلفة.
- استخدام الصلاحيّات القانونيّة التي تملكها اللجنة في سبيل المساهمة بالقضاء على التمييز العنصريّ والمضايقات القائمة عليه.
- العمل مع الحكومة والهيئات العامّة لتعزيز المساواة بين الأعراق في كلّ الدوائر الحكوميّة.
- دعم الجهود المبذولة من قبل المنظّمات المحلّيّة والأقليميّة وأرباب العمل في مختلف القطّاعات في سبيل ضمان المساواة في الفرص وضمان جودة العلاقات بين الأعراق.
- زيادة الوعي حول التمييز العنصريّ، والعدالة، وكسب المزيد من الدعم لبناء مجتمع أكثر عدلاً ومساواة.

نظّمت لجنة المساواة العرقيّة «جائزة (الأعراق في وسائل الإعلام) السنويّة، والمعروفة اختصاراً بـ»(RIMA). حصد لاعب كرة القدم تييري هنري الجائزة السنويّة كأفضل شخصيّة في وسائل الإعلام عن عام 2005. 
انتقلت ملكيّة مكتبة لجنة المساواة العرقيّة –عندما أُلغيت ككيان مستقلّ– إلى «مركز أحمد إقبال الله لموارد العلاقات القائمة على الأعراق» التابع لجامعة مانشستر. 

## القضايا
- كان من المقرّر للّجنة في شهر أوكتوبر/ تشرين الأوّل من عام 2004 أن تُدمج في كيان موحّد معنيّ بقضايا المساواة في بريطانيا العظمى يحمل اسم (لجنة المساواة وحقوق الإنسان، واختصاراً (EHRC))، غير أنّ اللجنة الجديدة قد اقترحت إنشاء هيئة عامّة غير حكوميّة جديدة تعمل جنباً إلى جنب مع مركز المساواة وحقوق الإنسان (CEHR) للتوجيه وتقديم المشورة والتوسّط في العلاقات المجتمعيّة، والمشاركة المدنيّة والمواطنة.
- الفصل. في 22 من شهر سبتمبر/ أيلول من عام 2005، وفي أعقاب تفجيرات لندن التي حدثت في شهر يوليو/ تمّوز، ألقى تريفور فيليبس خطاباً بعنوان «السير أثناء النوم نحو التفرقة»، محذّراً فيه من خطر تحويل المملكة المتّحدة إلى دولة تفرقة.[3]
- بطاقات الهويّة الوطنيّة. أثارت لجنة المساواة العرقيّة في تقريرها الصّادر في شهر يناير/ كانون الثاني من عام 2005 مخاوفاً بشأن الآثار المتوقّعة لمشروع قانون إصدار بطاقات الهويّة للأقلّيّات العرقيّة ولأكثر الفئات تعرّضاً للمخاطر في المجتمع.

## أعضاء اللجنة
أُديرت لجنة المساواة العرقيّة من قبل 15 عضوٍ (بما فيهم رئيس اللجنة)، يتمّ تعيينهم من قبل وزير الداخليّة، وكان أعضاء اللجنة في شهر يناير/ كانون الثاني من عام 2007 هم: 
- كاي هامبتون (رئيس)
- خورشيد أحمد
- ياسر أحمد
- محمّد عزيز
- السير كولين بود
- جوليا تين
- جين كودونا
- القس أليد إدواردز
- ديلوير حسين
- السير ديكستر هات
- أوزو يوبي
- السير ديجبي جونز
- جلوريا ميلز
- تشيري شورت

## الخلاف
لازم تأسيس لجنة المساواة العرقيّة لأوّل مرّة العديد من القلاقل القضائيّة والحكوميّة المتعلّقة بنطاق صلاحيّات اللجنة بإجراء التحقيقات، فقد وصل الأمر في إحدى الحالات باللورد دينين إلى مقارنة استخدام لجنة المساواة العرقيّة لسلطاتها التحقيقيّة بـ «أيّام محاكم التفتيش»، وأحدث بذلك خلافاً عنصريّاً. أوضحت القرارات اللاحقة لمجلس اللوردات عدم امتلاك اللجنة لأيّة صلاحيّات في إجراء تحقيقات متعلّقة بشؤون أرباب العمل إلّا في حال وجود ادّعاء بحدوث التمييز.